# Микио Нарусе
Микио Нарусе (јап. 成瀬 巳喜男; Токио, 20. август 1905 – Токио, 2. јул 1969) био је јапански режисер, сценариста и продуцент. У својој каријери режирао је 89 филмова у периоду од 1930. до 1967. Сматра се једним од најзначајнијих редитеља златног доба јапанског филма.
Потекао је из сиромашне породице. Запослио се у филмском студију Шочику 1920, где је прво радио као реквизитер, потом као асистент режије, да би од 1930. почео да режира филмове. Већ од свог другог режисерског остварења „Чиста љубав” (1930) окренуо се жанру шомин-геки, мелодрамама о припадницима радничке и ниже средње класе. Иако се већ 1930-их истиче филмовима „Далеко од тебе” (1933), „Ноћни снови” (1933), „Слепа улица” (1934) и „Жено, буди као ружа” (1935), своја најзначајнија остварења режира 1950-их и 1960-их, између осталих, филмове „Гинза козметика” (1951), „Ручак” (1951), „Мајка” (1952), „Бљесак” (1952), „Звуци с планина” (1954), „Пловећи облаци” (1955), „Анзуко” (1958), „Кад жена силази степеницама” (1960), „Чежња” (1964) и „Странац у женином срцу” (1966). У његовим филмовима главну женску улогу је често тумачила Хидекоа Такаминеа.
Нарусе је остварио стилски и тематски кохерентан филмски опус, често се ограничавајући на суптилне варијације неколико мотива и ситуација из породичног живота. Посебно је био склон приказивању пожртвованих и несрећних жена (проститутки, самохраних мајки, несрећних супруга и удовица). Немогућност његових јунакиња да се ослободе породичних и друштвених притисака дочаравао је стилом заснованим на статичној камери, дугим претапањима, интензивним крупним и ближим плановима и претежно сивом визуелном фактуром. Његови филмови доносе песимистичну визију света у коме су јунаци присиљени да меланхолично и фаталистички прихвате неумитност судбине, због чега је у Јапану добио надимак Јарусе Накио (Yaruse Nakio) – Господин Туга. Због окренутости породичним драмама и приказивању располућености појединца између традиционалног и модерног Јапана његови филмови су често упоређивани са филмовима Јасиџуроа Озуа. Акира Куросава је Нарусеов стил мелодраме назвао: „великом реком испод чије се мирне површине у дубини налази бесна бујица”.